# Timmendorfer Strand
Timmendorfer Strand település Németországban, Schleswig-Holstein tartományban. Lakosainak száma 8690 fő (2023. december 31.). Timmendorfer Strand Travemünde, Scharbeutz és Ratekau községekkel határos.

## Népesség
A település népességének változása:
| Lakosok száma | 10 690 | 8864 | 8787 | 8812 | 8742 | 8595 | 8646 | 8690 |
|               | 1975   | 2015 | 2017 | 2018 | 2019 | 2021 | 2022 | 2023 |